# 王守融
王守融（1917年4月20日—1966年8月28日），男，江苏吴县人，中国光学精密仪器专家，曾任南开大学教授，天津大学教授，第三届全国人大代表。

## 家族
祖父王颂蔚，祖母王谢长达。伯父王季烈。父亲王季同，兄弟姐妹王淑贞、王守竞、王明贞、王守璨、王守武、王守觉等。